# OpenBSD
O OpenBSD é um sistema operacional livre da família UNIX, multiplataforma. Seu time de desenvolvedores enfatiza a portabilidade, padronização, correção e segurança. Ele suporta emulação binária da maioria dos binários de SRV4 (Solaris), FreeBSD, Linux, SunOS e HP-UX e funciona nas plataformas alpha, amd64, armish, hp300, hppa, i386, landisk, luna88k, mac68k, powerpc, mvme68k mvme88k, sgi, sparc, sparc64, vax e zaurus. 
Os binários e fontes do OpenBSD permitem livre distribuição, segundo uma licença do tipo BSD. Isto inclui a permissão de reutilizar qualquer parte do código fonte do OpenBSD, tanto para uso pessoal quanto para propósitos comerciais. Não existe nenhuma outra restrição posterior àquelas implicadas pela licença original do OpenBSD. Ele pode ser livremente usado em ambientes doméstico, acadêmico, instituições governamentais, organizações sem fins lucrativos e organizações comerciais.

## Características do OpenBSD
- Roda em muitos hardwares diferentes.
- Foi pensado por muitos profissionais em segurança para ser o sistema operacional mais seguro da família UNIX, sendo resultado de um ano e meio de trabalho de 10 membros e de um amplo estudo de códigos-fonte.
- É um sistema operacional completo da família UNIX.
- Integra uma tecnologia de ponta em segurança, adequado para a criação de firewalls e serviços de redes privados em um ambiente distribuído.
- Beneficia um forte encaminhamento de desenvolvimento em diversas áreas, oferecendo oportunidades de trabalho de diversas tecnologias para a comunidade internacional de programadores e usuários finais.
- Oferece a oportunidade de qualquer pessoa tecnicamente capacitada trabalhar no desenvolvimento e testes do produto.

## Backdoor
Em 15 de dezembro de 2010 o líder do projeto, Theo de Raadt, publicou um e-mail de Gregory Perry, antigo desenvolvedor, onde este afirmava que o FBI havia-lhe forçado a inserir um backdoor no código do IPSEC do sistema operacional. A veracidade do relato, até o momento, não foi confirmada.